# Mariam Barghouti
Mariam Barghouti (Atlanta, Geòrgia, Estats Units, 23 de juny de 1993) és una escriptora, investigadora, comentarista i periodista palestina-estatunidenca. Té les arrels familiars a Ramallah.

## Trajectòria
Es va llicenciar en llengua i literatura anglesa a la Universitat de Birzeit a Cisjordània amb una especialització en sociolingüística. Va fer un màster en Sociologia i Canvi Global a la Universitat d'Edimburg centrat en les jerarquies racials entre els jueus asquenazites i mizraies israelians. També és coneguda per fer missions de seguiment i avaluació de l'ajuda humanitària i al desenvolupament en països com Jordània, Síria i el Líban, a més a més de Palestina, i per a diverses organitzacions governamentals i no governamentals
Els seus comentaris polítics i treballs de recerca han aparegut en mitjans com a CNN, Al Jazeera English, The Guardian, BBC News, HuffiPost, The New York Times, Middle East Monitor, Newsweek, Mondoweiss, International Business Times i TRT World. Ha col·laborat en diversos llibres i antologies, entre ells I found Myself in Palestine. També ha escrit retrats de figures palestines com l'artista palestí Khaled Hourani i la funcionària i política palestina Hanan Ashrawi.
Ha denunciat la doble moral dels mitjans de comunicació a l'hora d'informar sobre Palestina. També ha denunciat les violacions israelianes contra els palestins a través de relats i escrits. Els seus reportatges han contribuït a sensibilitzar a l'opinió pública mundial sobre la dura realitat i les experiències a les quals s'enfronten els palestins sota control israelià. Durant el conflicte entre la Franja de Gaza i Israel de 2021, a través del seu treball sobre el terreny com a investigadora, periodista i observadora, ha expressat sovint la seva preocupació pel que considera una actitud repressiva d'Israel cap a Palestina.
Al maig de 2021, Twitter va restringir el seu compte oficial, on Barghouti informava sobre les protestes de Cisjordània durant la crisi palestí-israeliana, Jerusalem i els palestins amb ciutadania israeliana. Va denunciar que Twitter havia censurat temporalment alguns dels seus tuits sobre la violència imposada per les forces de seguretat palestines i l'exèrcit israelià. La companyia va dir més tard que la restricció del compte era fruit d'un error.